# Ōkami Shōnen Ken
Ōkami Shōnen Ken (japanisch 狼少年ケン) ist eine Anime-Fernsehserie aus dem Jahr 1963. Sie war die erste Serie des Studios Tōei Animation, das bis dahin durch seine Kinofilme bekannt geworden war. International wird der Anime auch als Ken the Wolf Boy oder Wolf Boy Ken bezeichnet.

## Inhalt
Durch einen vorbeiziehenden Kometen verändert sich das Klima auf der Erde und die Natur in Afrika gerät in Unruhe. Ein Rudel von Wölfen hat im Kampf ums Überleben einen Vorteil: Den Jungen Ken, der als Mensch unter Wölfen aufgewachsen ist. Angeleitet von Jack, dem Helden des Rudels, und dem Anführer Boss beschützt Ken die Welpen Chicchi und Poppo.

## Produktion und Veröffentlichung
Die Serie entstand beim Studio Tōei Animation nach einer Vorlage von Hirō Ōno und Sadao Tsukioka. Regie führten Sadao Tsukioka, Kimio Yabuki, Yugo Serikawa, Hiroshi Ikeda, Yoshio Kuroda, Isao Takahata, Taiji Yabushita, Takeshi Tamiya, Masayuki Akehi und Kazuya Miyazaki. Die künstlerische Leitung lag bei Hajime Numai, die Hintergründe gestalteten Shunji Watanabe und Tadami Shimokawa. Für den Schnitt war Yutaka Chikura verantwortlich. Die Animationsarbeiten wurden geleitet von Takeshi Kitamasa. Für den später als Regisseur berühmt gewordenen Hayao Miyazaki war die Produktion, bei der er als Zwischenphasenzeichner beteiligt war, seine erste Arbeit in der Branche, nachdem er 1963 beim Studio begonnen hatte.
Geleitet wurde der Stab zunächst vom damals 24-jährigen, neu zum Studio dazu gestoßenen Tsukioka, der das Studio durch dessen Zusammenarbeit mit Osamu Tezuka kennengelernt hatte. Dem mit bisherigen Arbeitsweisen bei Tōei nicht vertrauten Tsukioka wurde ein Dutzend Animatoren für die Arbeit zur Verfügung gestellt, die zuvor mehrere ältere Kollegen abgelehnt und für unmöglich gehalten hatten. Ōkami Shōnen Ken sollte die Antwort des etablierten Studio Tōei auf die ebenfalls 1963 gestartete, erste Animeserie Astro Boy von Tezukas neuem Studio sein. Bis dahin hatte Tōei Animation bei seinen Filmproduktionen auf aufwändigere, prestigeträchtigere Full Animation gesetzt und viele Animatoren dort schauten auf einfachere Animationen wie bei Astro Boy herab. Nun musste man für die Herstellung einer Fernsehserie mit ihren vielen, in enger Folge zu produzierenden Episoden selbst auf Methoden der Limited Animation mit geringerer Zahl an zu zeichnenden Einzelbildern zurückgreifen, um Arbeitsaufwand zu sparen. Dabei war man bemüht, den Anschein von Full Animation zu bewahren, beispielsweise durch ausgestaltete Hintergründe und Betonung der Dynamik der Figuren. Beide Methoden haben Miyazaki und Takahata in ihren späteren Arbeiten übernommen und weiterentwickelt.
Die insgesamt 86 Folgen wurden vom 5. November 1963 bis 16. August 1965 beim Sender TV Asahi gezeigt. Als Ken the Wolf Boy wurde der Anime im australischen Fernsehen ausgestrahlt.

### Synchronisation
| Rolle   | japanischer Sprecher (Seiyū) |
| ------- | ---------------------------- |
| Ken     | Yūji Nishimoto               |
| Bär     | Hiroshi Masuoka              |
| Black   | Hiroshi Ohtake               |
| Boss    | Jōji Yanami                  |
| Chicchi | Kazue Tagami                 |
| Wally   | Keiko Yamamoto               |
| Jack    | Kenji Utsumi                 |
| Dorothy | Reiko Katsura                |
| Gorilla | Takuzō Kamiyama              |
| Poppo   | Yoko Mizugaki                |

### Musik
Die Musik der Serie wurde komponiert von Yasei Kobayashi. Das Vorspannlied ist Ōkami Shōnen Ken von Ansanburu Bibo und Victor Shōnen Gasshōdan, für den Abspann wurde das gleiche Lied in einer Version von Nishirokugō Shōnen Shōjo Gasshōdan verwendet.